# 이상조 (1915년)
이상조(李相朝, 리상조, 1915년 ~ 1996년)는 조선민주주의인민공화국의 정치인, 군인 출신이다. 다른 이름으로는 김택명(金澤明)이 있다. 

## 생애
경상남도 동래군(現 부산광역시 동래구) 출신으로, 조선의용대에서 활동하였으며, 중국 공산당에서 최창익과 행동을 같이하다가 1941년 중국 공산당의 본거지였던 옌안에 가서 모택동 일파에 가담하였다. 당시 국공 내전에서 중국 공산당 측에 가담하였다.
1945년에 입북하여 북로당 인민군에 들어갔다. 한국 전쟁이 발발하자 인민군 중장의 계급으로 정찰국장, 부참모총장을 역임하였다.1951년 7월 10일부터 1953년 7월 말 동안 진행되었던 휴전 회담에 대표단의 일원으로 꾸준하게 참가하였다. 남일, 장평산과 함께 북한 대표로 휴전협상에 꾸준하게 나왔다. 휴전협상 당시 한국군 대표로 나왔던 백선엽에게 "미제의 개"라고 말하며, 근엄함을 보여주기 위해 얼굴에 파리가 한시간 넘게 앉아 있어도 험악한 표정을 유지했다는 일화가 전해진다.
 (이상조 소장이 백선엽 소장에게 종이장에 적은 메모를 보여주며)
제국주의의 주구(走狗)는 상갓집 개만도 못하다

 — 휴전 회담 도중, 개성 판문점
휴전협정 체결 이후 북한측 수석정전위원으로 임명되며, 중장으로 진급하였다. 
연안파에 가까웠던 이상조는 김일성 빨치산파가 장악한 군부에서 입지가 좁아져 외교관으로 전향하게 된다. 당시 북한의 최우방국 중 하나인 소련에 1955년에 특명전권대사로 부임하였으나 흐루쇼프의 스탈린 격하운동에 고무된 최창익 등 연안파가 소련파와 함께 1956년에 해외순방 중이던 김일성 축출을 기도할 때 이에 동조하였다. 특히 김일성에 대한 개인 우상 숭배에 반대하였던 입장이었기에, 소련 공산당과 중국 공산당에 각각 북한 내 김일성의 독재 체제를 알리며 북한 공산당에 압력을 행사해 달라는 서신을 보냈다.
이에 김일성은 해외순방 일정을 취소하고 급거 귀국해 최창익이 김일성을 쫓아내려고 시도했던 8월 당대회(8월 종파 사건)에서 반격하였고, 결국 연안파의 기도를 무산시켰다. 8월 종파사건 이후 북한 내 연안파와 소련파의 입지가 대거 축소되었고, 조선로동당 중앙당으로부터 소환명령을 받은 이상조도 북한으로 귀국하지 아니하고 소련에서 망명을 신청하게 된다. 이후 소련 민스크에서 조용히 칩거하며 지내다가 대한민국을 방문하게 된다. 고향 부산을 방문하고, 또 서울을 방문한 이상조는 휴전회담 이후로 보지 못했던 백선엽을 만나기도 하였다.

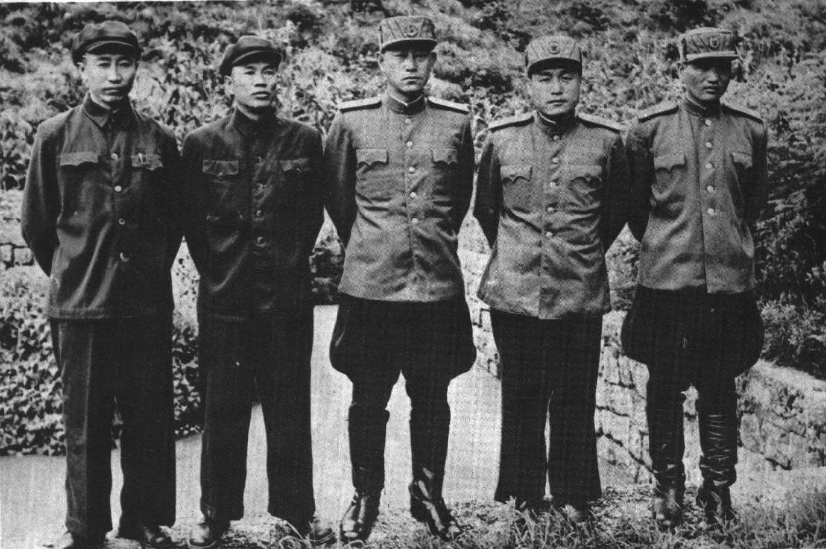
한국전쟁 휴전 북한대표단(왼쪽부터 세팡 소장, 덩화 상장, 남일 대장, 이상조 소장, 장평산 소장

1989년 9월, 대한민국을 방문하여 김일성이 스탈린의 승인 하에 6.25 당시 남침을 주도하였음을 적극 증언하였다. 1992년에는 조선민주통일구국전선을 구성하여 김일성과 김정일의 퇴진을 요구하였다. 1996년 우즈베키스탄 타슈켄트에서 노환으로 사망하였다.

## 각주

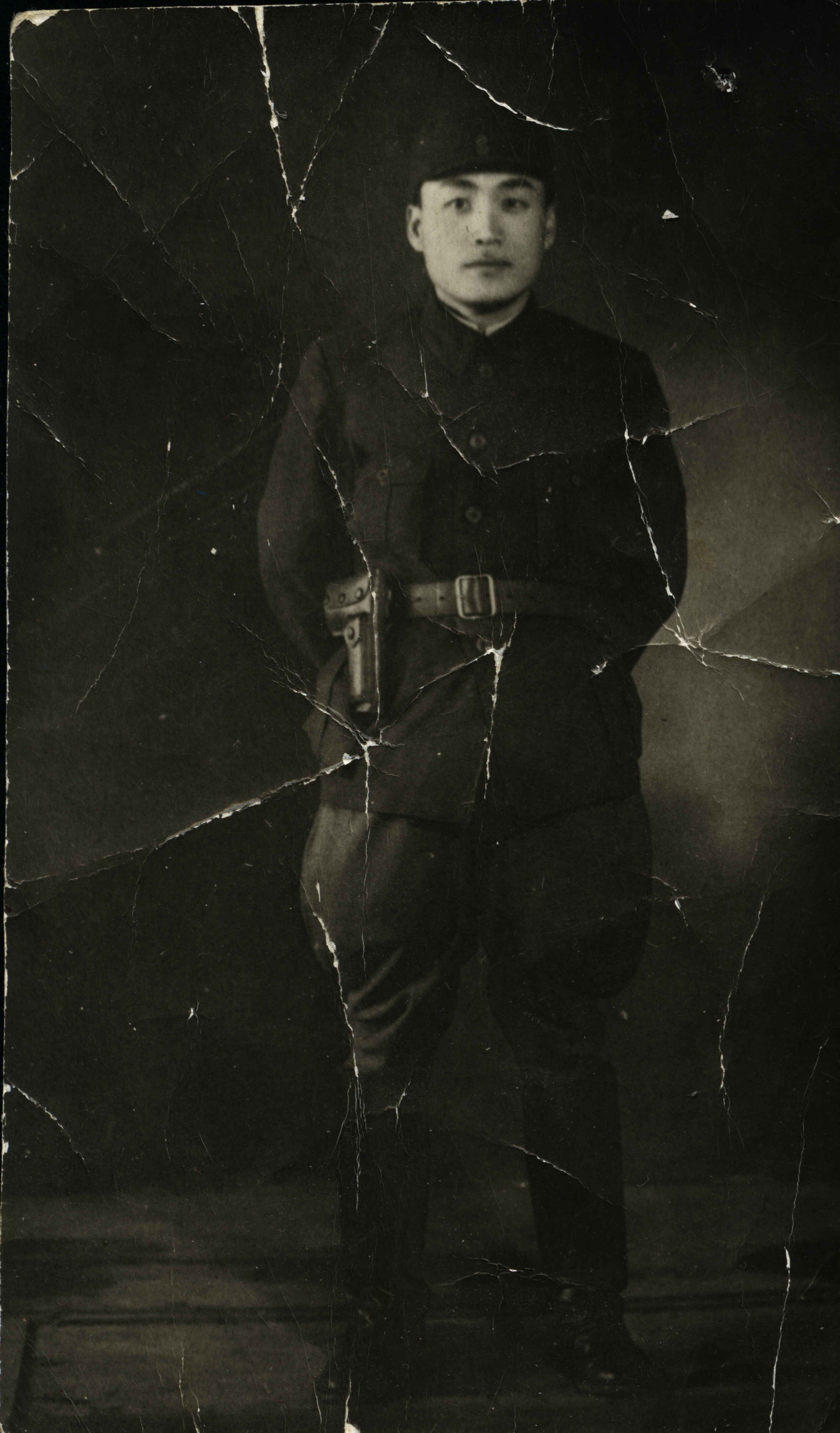
조선의용대 시절의 이상조

## 같이 보기
- 8월 종파 사건
- 연안파

## 참고자료
- 째르치즈스키, 표도르(이휘성) (2023). 〈리상조, 수령과 싸운 대사〉. 《북한과 소련: 잊혀진 인물과 에피소드》. 파주: 한울아카데미. 404~425쪽. ISBN 9788946074668.